# Tocopilla
Tocopilla – miasto w północnym Chile, nad Oceanem Spokojnym.

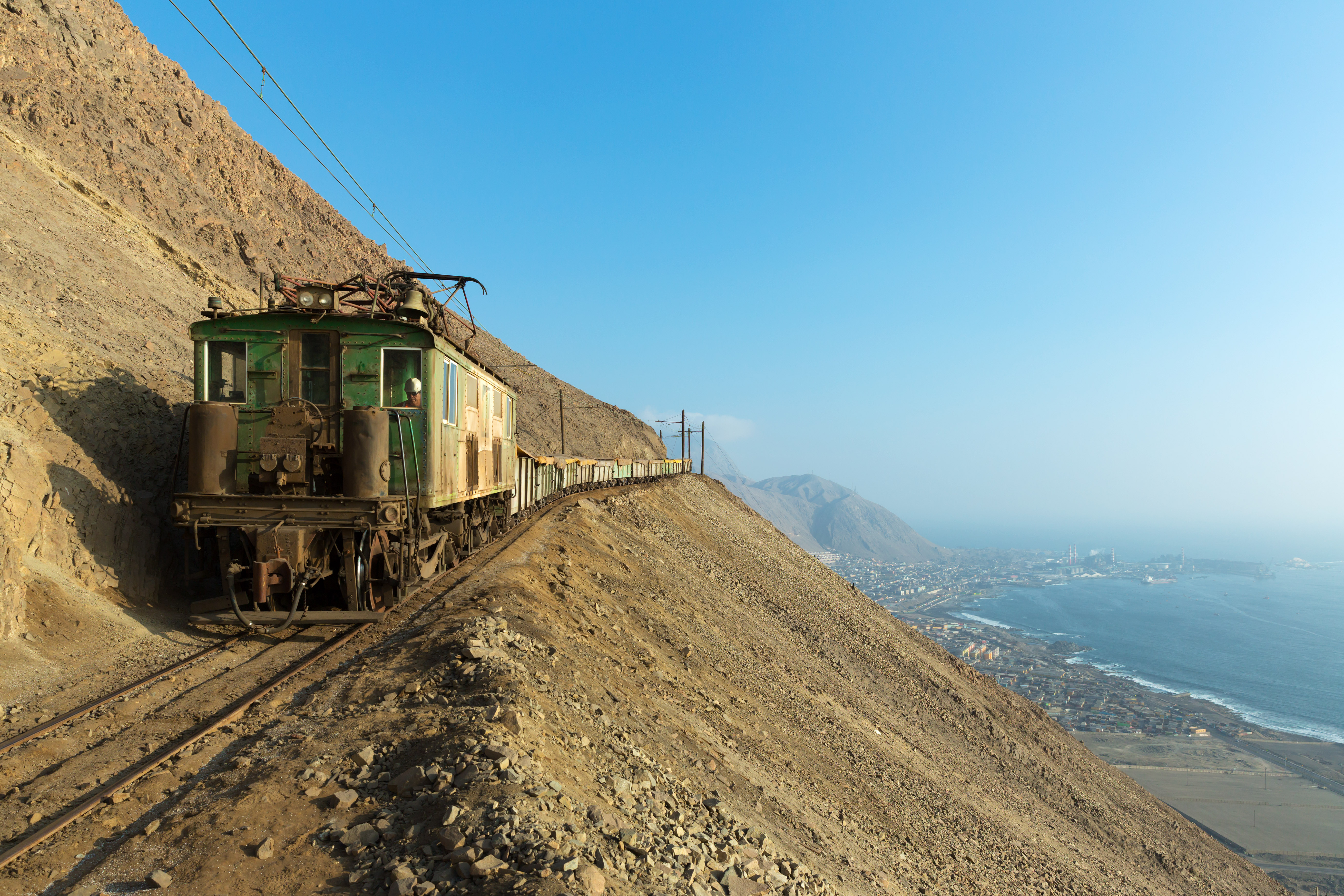
Wąskotorowa lokomotywa elektryczna GE 289A Boxcab na czele pociągu towarowego nad chilijskim miastem Tocopilla

Liczba mieszkańców w 2003 roku wynosiła ok. 31 tys.